# 김학수 (프로게이머)
김학수(1989년 4월 23일 ~ )는 대한민국의 스타크래프트 II 프로게이머이다. 현재 Oz라는 아이디를 사용하며, 종족은 프로토스이다. .

## 개요

#### 스타크래프트
2008년 상반기 드래프트에서 온게임넷 스파키즈의 추천선수로 입단하였다.
프로리그에서 윤용태, 김택용, 우정호, 고인규 등 강력한 상대의 에이스들을 잡아 스파키즈의 차기 에이스로 주목받았다. 하지만 통산 전적은 4승11패.
2010년 10월 은퇴가 공시되었다.

#### 스타크래프트 II
이후 스타크래프트 II 게임단 fOu에서 활동하며 스타크래프트 II 게이머로 전향하였다.
2011년 7월 fOu 팀과 FXOpen 팀의 합병으로 FXO 소속이 되었다.
2012년 5월 6일 다국적팀 Fnatic 팀으로의 이적이 발표되었다.
2013년 2월 11일 프나틱과 결별했으며 2013년 3월 28일 이블 지니어스에 입단하였다.
2013년 12월 13일 이블 지니어스에서 탈퇴했다.
2014년 4월 7일 해외 팀인 Planetkey Dynamics에 입단했다.
2014년 11월 13일 Planetkey Dynamics에서 탈퇴했다.

### 아프리카 BJ 활동
2018년 6월 24일 무클랜 멤버가 되었다.
2018년 7월 1일 Gure Entertainment 5년 계약

## 수상 경력
스타크래프트 II : 프리미어 개인리그 준우승 2회

### 스타크래프트
- 2007년 11월 제34회 커리지 매치 입상

### 스타크래프트 II
- 2011년 2011 소니 에릭슨 글로벌 스타크래프트 II 리그 Oct. Code A 준우승
- 2011년 2011 소니 에릭슨 글로벌 스타크래프트 II 리그 Nov. Code S 4강
- 2012년 2012 핫식스 2012 글로벌 스타크래프트 II 리그 시즌 1 Code S 16강
- 2012년 2012 핫식스 2012 글로벌 스타크래프트 II 리그 시즌 2 Code S 8강
- 2012년 2012 무슈제이 2012 글로벌 스타크래프트 II 리그 시즌 3 Code S 32강
- 2012년 2012 핫식스 2012 글로벌 스타크래프트 II 리그 시즌 4 Code A 48강
- 2012년 8월 옥션 올킬 스타리그 2012 8강
- 2012년 10월 MvP 인비테이셔널 MLG 진영 우승
- 2012년 10월 MvP 인비테이셔널 Final 준우승
- 2012년 11월 MLG 2012 Fall Season Championship 12강
- 2013년 2013 WCS 아메리카 시즌 1 챌린저리그 40강
- 2013년 7월 IEM Season VIII - Shanghai 준우승
- 2013년 7월 2013 WCS 아메리카 시즌 2 프리미어 리그 8강
- 2013년 9월 2013 DreamHack Open: Bucharest 32강
- 2013년 9월 2013 WCS 아메리카 시즌 3 프리미어리그 4강 (2013 WCS 시즌 3 파이널 진출)
- 2013년 10월 2013 WCS 시즌 3 파이널 8강
- 2014년 3월 IEM Season VIII - World Championship 16강
- 2014년 4월 2014 WCS 아메리카 시즌 1 프리미어리그 준우승 (2:4 고석현)
- 2014년 4월 2014 핫식스 GSL 글로벌 토너먼트 8강
- 2014년 4월 배달넷 ESTV컵 시즌2 4강
- 2014년 6월 2014 DreamHack Open: Summer 16강
- 2014년 6월 2014 WCS 아메리카 시즌 2 프리미어리그 16강
- 2014년 7월 The Big One 16강
- 2014년 8월 2014 WCS 아메리카 시즌 3 프리미어리그 32강
- 2014년 8월 2014 Red Bull Battle Grounds: Detroit 32강
- 2014년 9월 2014 DreamHack Open: Moscow 32강
- 2014년 9월 2014 DreamHack Open: Stockholm 32강